# John Bacchus Dykes

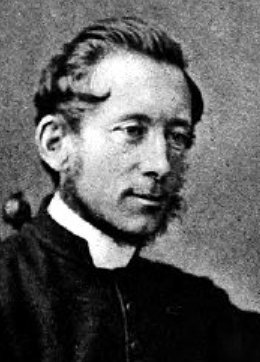
John Bacchus Dykes

John Bacchus Dykes (* 10. März 1823 in Kingston upon Hull; † 22. Januar 1876 in Ticehurst, Rother District) war ein englischer anglikanischer Geistlicher und Kirchenliedkomponist. Viele seiner Melodien sind im angelsächsischen Kulturkreis bis heute populär.

## Leben
Dykes war eines von fünf Kindern des Schiffbauers und späteren Bankiers William Hey Dykes und dessen Frau Elizabeth geb. Huntington. Seine beiden Großväter waren Geistliche. Nach früher musikalischer Ausbildung – Klavier, Orgel, Violine – wurde er bereits um sein 11. Lebensjahr Hilfsorganist an der Kirche St. John’s in Hull-Myton, wo Thomas Dykes, sein Großvater väterlicherseits, Pfarrer und sein Onkel Organist war.
Er besuchte das Kingston College in Hull und die West Riding Proprietary School in Wakefield und studierte anschließend als Stipendiat am St. Catherine’s College in Cambridge, wo er den Bachelor in Alten Sprachen erwarb. Dort studierte er auch Musik und leitete den Universitätschor. 1848 empfing er die Diakonatsweihe. Er wurde Seelsorger in Malton und 1849 Kapitular an der Kathedrale von Durham mit Zuständigkeit für die Gestaltung der Liturgie (precentor). Auch dort leitete er den Chor und hob dessen Niveau.
1850 heiratete er Susannah geb. Kingston. Sie bekamen drei Söhne und fünf Töchter.
1861 verlieh ihm die Universität Durham den Ehrendoktortitel in Musik. 1862 schied er aus dem Kathedralkapitel aus und wurde Pfarrer von St. Oswald in Durham. Als Anhänger der Oxford-Bewegung geriet er in Konflikt mit seinem Bischof Charles Baring, der den Anglokatholizismus ablehnte. Diese Auseinandersetzung gilt als eine der Ursachen für Dykes’ Zusammenbruch und frühen Tod 1876.
Dykes veröffentlichte Predigten und theologische Aufsätze. Bekannt wurde er jedoch durch seine mehr als 300 Choralmelodien im vierstimmigen Chorsatz, die er vor allem für das von William Henry Monk herausgegebene anglokatholische Gesangbuch Hymns Ancient and Modern, auf Anfrage aber auch für Dissenter-Gemeinden verfasste. John Henry Newman schrieb den Erfolg seines Gedichts Lead, kindly light Dykes’ Vertonung Lux benigna zu. In Deutschland wurde Dykes’ Melodie Pax Deiⓘ populär, die mit Hedwig von Rederns Text Weiß ich den Weg auch nicht allein in zehn Regionalteilen des Evangelischen Gesangbuchs enthalten ist.